# 三商銀
三商銀，又稱「省屬三商銀」，是台灣銀行界多年來的一個俗稱，指的是台灣歷史上最悠久的3家商業銀行：第一商業銀行、華南商業銀行、彰化商業銀行。這3家銀行皆成立於台灣日治時期，並營運至今。在2001年開始的金改政策之前，三商銀皆由官方直接主導經營。精省前，三商銀的最大股東皆為臺灣省政府；精省後最大股東部分，第一銀行為中華民國財政部、華南銀行為臺灣銀行（財政部100%股權所有）、彰化銀行為中華民國財政部。
三商銀於1998年皆已完成釋股，但政府仍然擁有決定性的持股，經營多以配合政策為主軸。
彰化銀行2005年因為呆帳問題發起增資，民股台新金控因此購入彰銀股權22.5%，成為最大股東。雖然當時彰銀的最大股東非官股，但財政部仍居第二大股東，但也因此產生經營權之爭；惟2021年達成條件，2022年台新金控持股大幅下降，財政部重回彰銀最大股東。

## 簡介
臺灣解嚴前，由於中華民國《銀行法》在1931年後就沒有再進行增訂修訂，當時依據銀行法的條文，民間企業很難設立商業銀行，只能轉為成立信用合作社。因此多年來在台灣就只有三家商業銀行，使企業的投資、借貸、民眾的儲蓄等，都只能與此三家銀行往來。如此情形在二戰之後，初期並無大礙，然至1980年代以後台灣經濟逐漸富裕，企業與民眾逐漸感受商業銀行過少的不便，同時也導致地下金融機構的盛行（如：鴻源投資、龍祥投資、永逢投資、永安投資等）與金融問題（如：十信弊案）的爆發。
因此1989年修改銀行法，民間企業開始能再度開設商業銀行。雖然商業銀行增多，但由於過去僅有的三家商業銀行，規模相當大，在金融業持續佔有極大地位，故依然慣稱為「三商銀」。
政府在2001年准許金融控股公司（簡稱金控）設置後，第一銀行與華南銀行都各自成立金控公司，納入銀行外的金融產業（證券、投信、保險等）；目前僅彰化銀行尚未成立金控。